# دندان (ترانه لیدی گاگا)
«دندان» (به انگلیسی: Teeth) ترانه‌ای از خواننده و ترانه‌سرای اهل ایالات متحده آمریکا لیدی گاگا است که در ۱۸ نوامبر ۲۰۰۹ منتشر شد. این ترانه در آلبوم هیولای شهرت قرار داشت.